# ゴムノキ

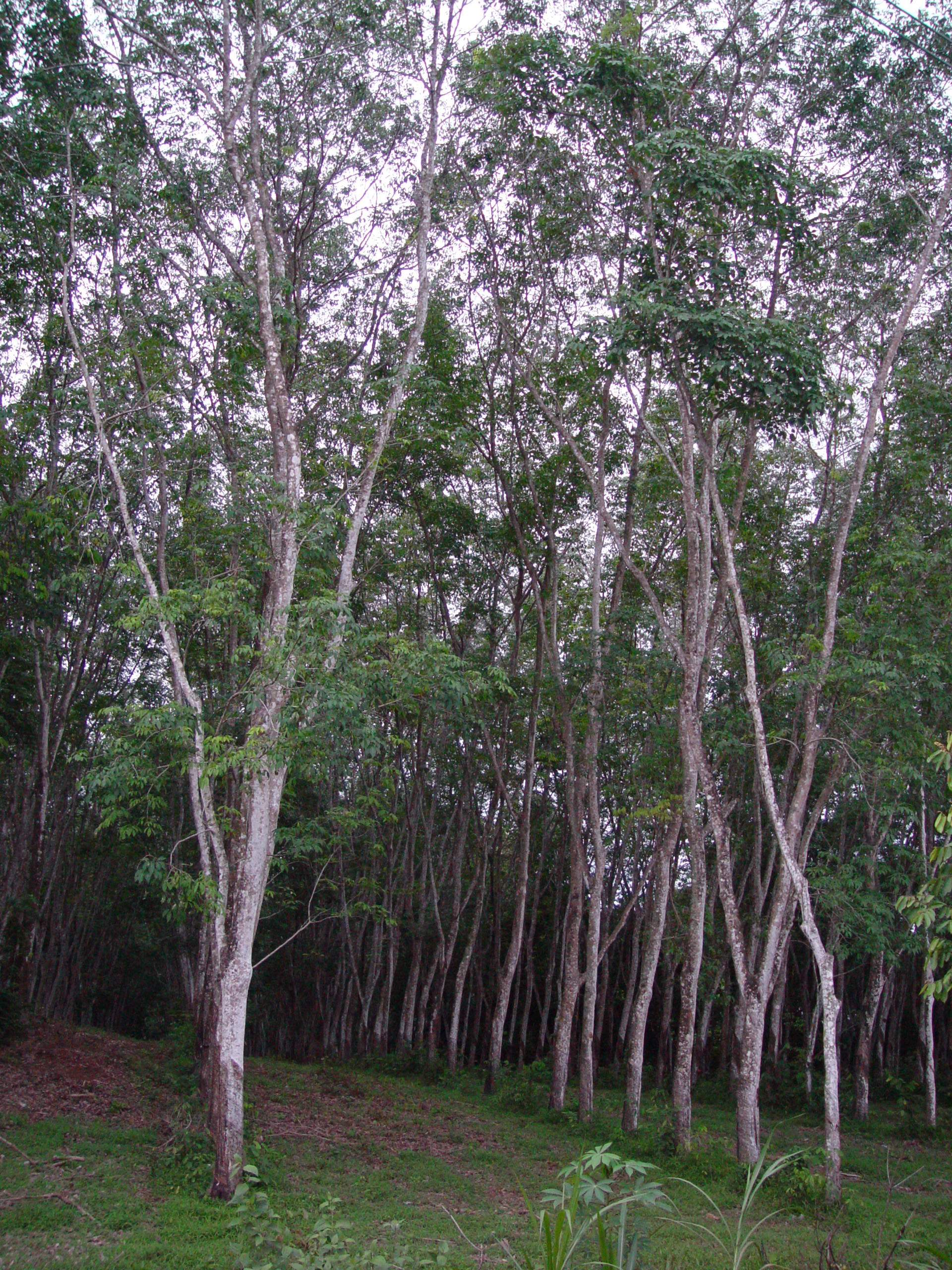
パラゴムノキの林

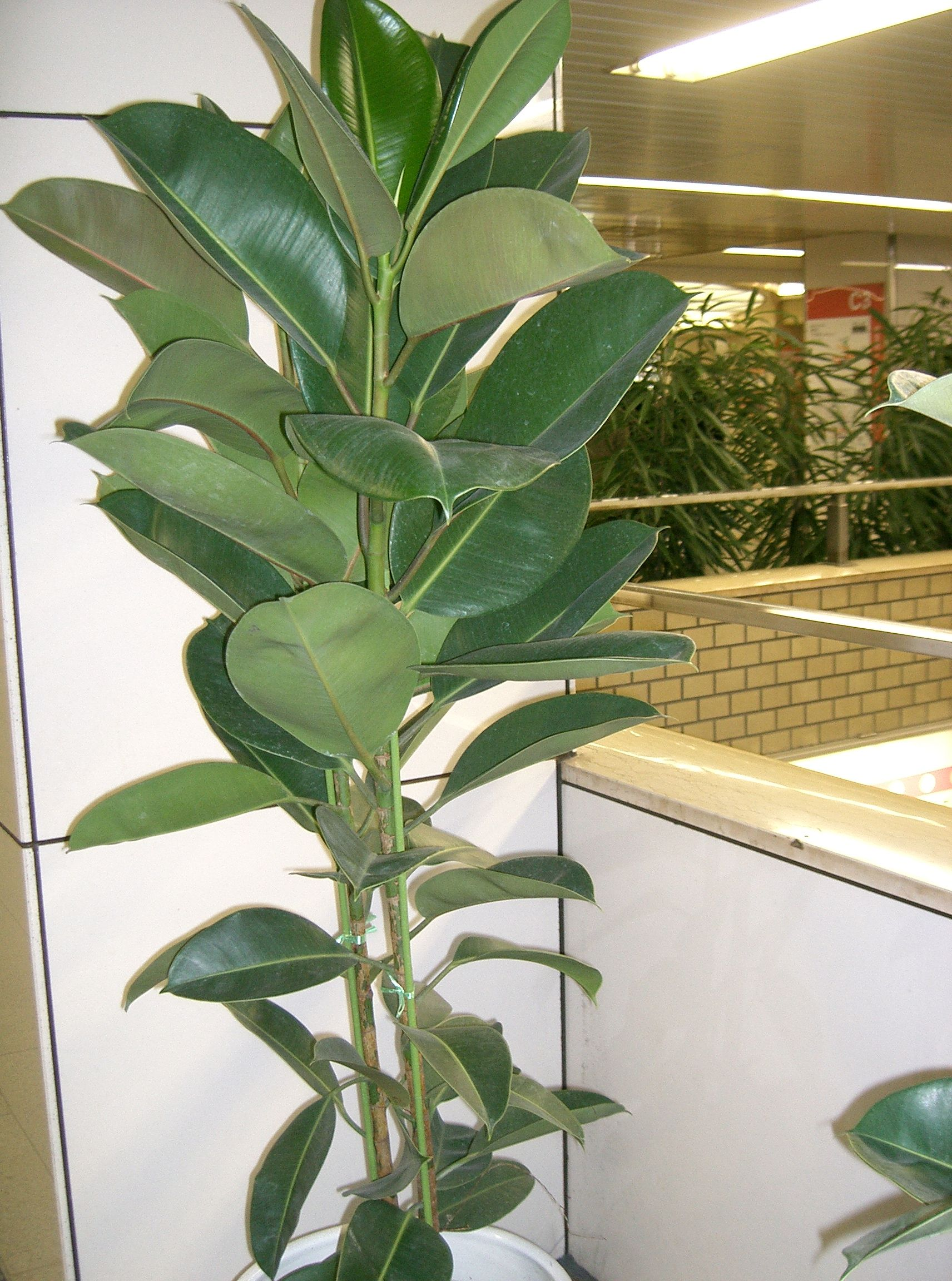
インドゴムノキの鉢植え

ゴムノキ（ゴムの木）とは、ラテックス（ゴム質を得ることのできる樹液）などからゴムを資源として採取できる樹木の総称である。したがって、様々な種類が存在する。

## 種類
日本では単にゴムノキと言ったときに、産業的には天然弾性ゴムの原料として重要なパラゴムノキを意味することが多いが、家庭では、観葉植物として広く流通し、普及しているインドゴムノキを指すことが多い。

### 弾性ゴム
- トウダイグサ科パラゴムノキ属 - rubber tree
  - パラゴムノキHevea brasiliensis - 天然ゴムの主要な原料。原産地はブラジルだが、世界中の熱帯地域で栽培されている。
  - Hevea benthamiana - 原産地ブラジルではパラゴムノキのほかに2種が栽培されている。
  - Hevea guianensis
- クワ科イチジク属。かつて天然ゴムを採取したが、今日では主として観葉植物とする。
  - インドゴムノキ - Ficus elastica
  - カシワバゴムノキ - Ficus lyrata
  - ベンジャミンゴムノキ - Ficus benjamina
- クワ科アメリカゴムノキ属
  - パナマラバーツリー Castilla elastica
- フトモモ科ユーカリ属（ユーカリ） - 一部はゴムがとれ gum tree （ガムツリー）と呼ばれる。
  - カメレレ Eucalyptus deglupta
  - サザンブルーガム Eucalyptus globulus
  - マウンテングレイガム Eucalyptus goniocalyx
  - スクリブリーガム Eucalyptus haemastoma
  - メイデンガム Eucalyptus maidenii
  - ホワイトガム Eucalyptus rossii
  - フォレストレッドガム Eucalyptus umbellata
  - マナガム Eucalyptus viminalis
- アカテツ科
  - グッタペルカ属 ガタパーチャPalaquium
  - バラタMimusops balata
- トチュウ科
  - トチュウ

### 水溶性ゴム
- マメ科アカシア属。アラビアガムの原料。
  - アラビアゴムノキ Acacia senegal - アラビアガムの主要な原料。
  - アラビアゴムモドキ Acacia nilotica, syn. Acacia arabica - インドで小規模に栽培されている。

### チューインガム
- アカテツ科マニルカラ属（英語版）
  - サポジラ Manilkara zapota - チクルの主な原料。
- マンサク科フウ属（スイートガム） - リキッドアンバーの原料。
  - アメリカンレッドガム Liquidambar styraciflua

## 栽培条件
年中高温多湿の気候であることこそが、ゴムノキの栽培に適した自然条件といえる。適温は24～27度程で、相対湿度は75～85％がよい。雨量は多くしかも乾期が無いことが望ましく、毎月125ミリ以上の降雨のあることが好条件である。ゴムノキは肥沃かつ排水の良い土壌を好みはするものの、この点ではかなりの悪条件にも耐えられて、痩せたラテライトの土地や、排水の悪い湿地のような場所でも生育し得る。ただし、ゴムノキは風に対する抵抗力が低いので、強風を避けることも考慮しなければならない。
なお、ゴムノキが丘陵地や斜面を好むというのは、マレーシアで生まれた誤解である。マレーシアでゴムノキのプランテーションが発達した頃までには、すでに沖積地は水田として利用されていたため、マレーシアにおけるゴム農園の大部分が波状の台地や丘陵地に作られた。このことが原因で、丘陵地や斜面を好むという誤解が生まれたのである。